# Ōhara Tomie

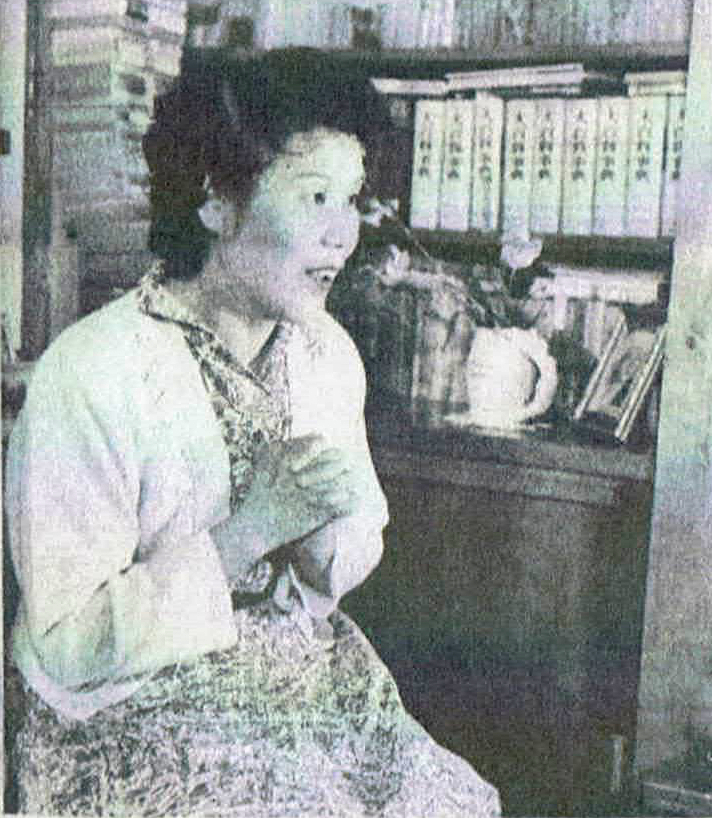
Ōhara Tomie

Ōhara Tomie (jap. 大原 富枝; * 28. September 1912 in Yochino-mura (heute: Motoyama-chō) Präfektur Kōchi; † 27. Januar 2000) war eine japanische Schriftstellerin.

## Leben und Wirken
Ōhara Tomie besuchte die „Kōchi Woman’s Normal School“. Ihr Werk Sutomai tsumbo (ストマイつんぼ) – „Streptomyzin-Taubheit“  beschreibt ihre Erfahrungen als Tuberkulose-Patient. Sie wurde dafür 1956 mit dem Frauenliteraturpreis ausgezeichnet. 1960 erhielt sie den Mainichi-Kulturpreis für Literatur und Kunst und den Noma-Literaturpreis für En to iu onna (婉という女) – „Eine Frau namens En“. Das ist die Geschichte von Nonaka En (野中 婉; 1661–1726), einer gefeierten Ärztin, die 40 Jahre als Tochter eines politisch Verfemten unter Hausarrest stand. 
1976 schloss sich Ōhara der katholischen Kirche an. Zu ihren weiteren Werken gehört Aburahamu no makuya (アブラハムの幕舎) – „Abrahams verschleierte Hütte“ aus dem Jahr 1981.